# ژانگ شیائونی
ژانگ شیائونی (انگلیسی: Zhang Xiaoni؛ زادهٔ ۲۹ اکتبر ۱۹۸۳) بازیکن بسکتبال اهل چین بود.
وی در مسابقات کشوری و بین‌المللی در مجموع برندهٔ ۲ مدال طلا شده‌است.